# Sigurd Ramfjord
Sigurd Peder Ramfjord, född 6 juni 1911 i Kolvereid, död 4 juli 1997 i Ann Arbor, var en norsk odontolog verksam i USA.
Ramfjord avlade tandläkarexamen i Oslo 1934 och utvandrade till USA 1946. Han avlade PhD-examen i oral patologi vid University of Michigan 1951 och tjänstgjorde där som professor 1950–1981.
På 1960-talet var Ramfjord först med att genomföra långtidsundersökningar av patienter med parodontit för att utvärdera effekten av olika behandlingar. Detta bidrog till utvecklingen av parodontologi som en vetenskapsbaserad specialitet inom odontologin.
Ramfjord publicerade över hundra vetenskapliga artiklar och bidrog som medförfattare i två läroböcker. Han utnämndes till hedersdoktor vid universiteten i Bergen, Göteborg, Genève, Oslo och Umeå.